# 페야구

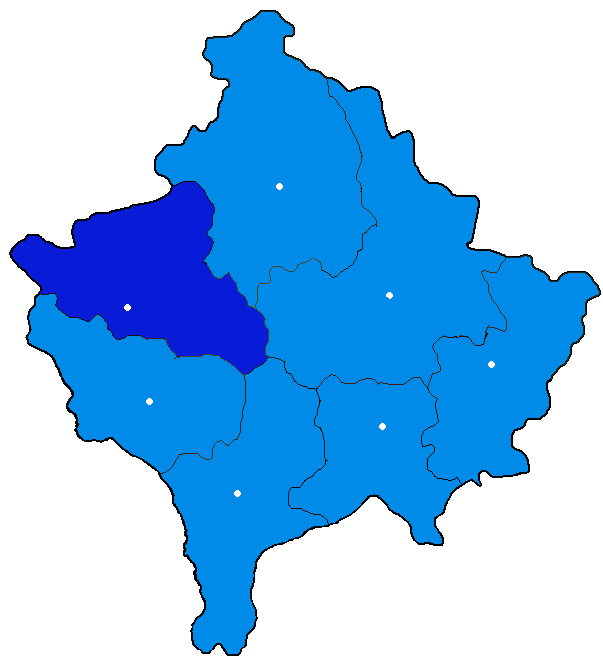
페야구의 위치

페야구(알바니아어: Rajoni i Pejës) 또는 페치구(세르비아어: Пећки округ, Pećki okrug) 또는 코소보의 구로 행정 중심지는 페야이며 면적은 1,365 km2, 인구는 174,235명(2011년 인구 조사 기준), 인구 밀도는 130명/km2이다. 3개 지방 자치체를 관할한다.

## 지방 자치체
- 페야 (페치)
- 부리미 (이스토크)
- 클리너 (클리나)